# Stenichnus tythonus
Stenichnus tythonus é uma espécie de insetos coleópteros polífagos pertencente à família Scydmaenidae.
A autoridade científica da espécie é Reitter, tendo sido descrita no ano de 1884.
Trata-se de uma espécie presente no território português.